# 링컨 스테드만
링컨 스테드만(Lincoln Stedman, 1907년 5월 18일 ~ 1948년 3월 22일)은 미국의 배우, 영화배우이다.

## 영화
- 헐리우드 가는 길 (1947년)
- 해롤드 틴 (1928년)
- 황태자의 사랑 (1927년)